# Hermarchus leytensis
Hermarchus leytensis är en insektsart som beskrevs av Oliver Zompro 1997. Hermarchus leytensis ingår i släktet Hermarchus och familjen Phasmatidae. Inga underarter finns listade i Catalogue of Life.